# Hannah Daniel
Hannah Daniel (ur. 20 stycznia 1986 r. w Cardiff) – brytyjska aktorka.

## Filmografia[1]
- Gwaith/Cartref (serial) jako Beca Matthews (2011 r.)
- Black Mountain Poets jako Alys Wilding  (2015 r.)
- Hinterland (serial) jako Sian Owen (2013-2016 r.)
- Canaries jako Agnes D (2017 r.)
- Zaczęło się w środę (Keeping Faith, serial) jako Cerys Jones (2017-2020 r.)
- Tourist Trap (serial) jako Andi (2018 r.)
- Szpital Holby City (Holby City, serial) jako Leah Faulkner (2018 r.)
- EastEnders (serial) jako DCI Morgan (2019-2020 r.)
- Cyswllt (Lifelines) (serial) jako Ffion (2020 r.)